# Ośrodek Zapasowy Kresowej Brygady Kawalerii
Ośrodek Zapasowy Kresowej Brygady Kawalerii (OZ Kresowej BK) – oddział kawalerii Wojska Polskiego w II Rzeczypospolitej. 
OZ Kresowej BK nie istniał w organizacji pokojowej Wojska Polskiego. Był jednostką mobilizowaną w I rzucie mobilizacji powszechnej.

W niektórych publikacjach używano też nazwy, Ośrodek Zapasowy Kawalerii „Żółkiew”

## Formowanie i przekształcenia organizacyjne
Ośrodek Zapasowy Kresowej Brygady Kawalerii ( Ośrodek Zapasowy Kawalerii „Żółkiew”) był jednostką mobilizowaną zgodnie z uzupełnionym planem mobilizacyjnym „W”, w I rzucie mobilizacji powszechnej. Jednostką mobilizującą był 6 pułk strzelców konnych w Żółkwi.
Zadaniem ośrodka było szkolenie uzupełnień dla Kresowej Brygady Kawalerii.
Skład organizacyjny ośrodka zapasowego kawalerii (organizacja wojenna L.3027/mob.org., zestawienie specjalności L.3027/mob.AR i należności materiałowego L.3027/mob.mat.):
- dowództwo,
- szwadron gospodarczy,
- 4 szwadrony liniowe,
- szwadron karabinów maszynowych,
- pluton pionierów,
- pluton łączności,
- pluton kolarzy[4][3].

Wymieniony wyżej skład organizacyjny należało traktować jako ramowy dla obliczenia zapotrzebowań mob. Szczegółową organizację ośrodka zapasowego miał ustalić jego dowódca zależnie od wysokości otrzymanych nadwyżek i warunków lokalnych. Pod względem ewidencyjnym do ośrodka zapasowego przynależały zasadniczo jednostki zmobilizowane przez oddziały Kresowej BK.
W skład Ośrodka Zapasowego weszły nadwyżki 12 i 22 pułku ułanów oraz 6 pułku strzelców konnych. 
5 września do Żółkwi dotarły nadwyżki 12 pułku ułanów dowodzone przez mjr. Lucjana Wygonowskiego, a wraz z nimi znaczne ilości broni, umundurowania i sprzętu wojskowego. 6 września do ośrodka przybył Oddział Zbierania nadwyżek 22 pułku ułanów pod dowództwem rtm. Tadeusza Szenka z Brodów. Oprócz rtm. Józefa Murasika i kilku oficerów nie przybył OZN 20 pułku ułanów z Rzeszowa. 
Z nadwyżek do 9 września zorganizowano trzy szwadrony konne:
- szwadron marszowy OZ 6 pułku strzelców konnych – por. rez. Tadeusz Kownacki,
- szwadron marszowy OZ 12 pułku ułanów – rtm. Michał Mińkowski,
- szwadron marszowy OZ 22 pułku ułanów – rtm. Tadeusz Szenk[potrzebny przypis].

Ponadto, od początku września w Żółkwi znajdował się podporządkowany ppłk. Gołaszewskiemu konny szwadron marszowy 14 pułku ułanów por. Konstantego Juszczaka z Podolskiej Brygady Kawalerii.
Oprócz szwadronów konnych, w Ośrodku Zapasowym formowano także szwadrony piesze, skoncentrowane następnie pod dowództwem mjr. st. sp. Ignacego Drozdowskiego w rejonie Trościanica. Major Drozdowski wiosną 1940 został zamordowany na Ukrainie.

## Działania bojowe pododdziałów
W związku z niekorzystną sytuacją na froncie, Ośrodek Zapasowy Kresowej Brygady Kawalerii został podporządkowany Grupie „Żółkiew” płk. dypl. Stefana Iwanowskiego broniącej północnego odcinka Obszaru Obrony Lwowa.
Zmobilizowany w Ośrodku dywizjon rozpoznawczy lub pułk marszowy Kresowej Brygady Kawalerii rtm. Józefa Murasika, złożony ze szwadronów marszowych 6 pułku strzelców konnych oraz 12, 14 i 22 pułku ułanów, a także plutonu ckm na jukach 12 pułku ułanów, zostały wysłane w kierunku zachodnim w celu przeprowadzenia rozpoznania. Następnie wspólnie z m.in. 10 BK walczył pod Zboiskami o przywrócenie połączenia między Lwowem a Żółkwią. 
W tym czasie dowódca Ośrodka, ppłk Stefan Gołaszewski, otrzymał z Dowództwa Obrony Lwowa rozkaz przejścia do rejonu Horyńca. Od 12 do 16 września dowodzona przez niego grupa, złożona z batalionu marszowego 40 pp, oraz dwóch szwadronów pieszych i dwóch konnych zmobilizowanych w ośrodku, zajmowała pozycje na linii Majdan Polański - Dąbrowica - Łozina. 15 września do OZ Kresowej BK dołączyły 3 szwadrony piesze utworzone z OZN 20 p uł. pod dowództwem rtm. Jerzego Witoszyńskiego. Szwadrony te, 5 września dojechały transportem kolejowym z Rzeszowa do Krzemienicy k/Łańcuta. Wyładowane z uwagi na zbombardowanie torów, dotarły marszem pieszym przez Przeworsk, Rawę Ruską i Kamionkę Strumiłłową, bez koni, niedostatecznie wyposażone i uzbrojone z niewielkim taborem. Po drodze z Kamionce uzyskały broń z magazynów Policji Państwowej w postaci 200 kb i kbk Manlicher, nieco granatów i kb ppanc. Po dozbrojeniu i doposażeniu zajęły wraz z dwoma szwadronami 6 psk, stanowiska obronne na lewym skrzydle oddziałów Ośrodka. 17 września oddziały te zostały zaatakowane przez przeważające siły niemieckiej  2 Dywizji Pancernej. Wraz z całą Grupą „Żółkiew” wycofały się na Kulików i Kamionkę Strumiłłową. 18 i 19 września oddziały uległy rozproszeniu. Jeden ze szwadronów 6 psk dołączył do oddziałów Frontu Południowego gen. broni K. Sosnkowskiego. Resztka szwadronów 20 p uł. wycofała się na Złoczów, próbując się dostać do węgierskiej granicy. Otoczone w Pomorzanach lub pod Podhorcami w okresie 22-23 września dostały się do niewoli. Pod Złoczowem wojska sowieckie, zagarnęły szwadron remontów rtm. J. Chojnackiego.

## Obsada personalna
| Obsada personalna ośrodka                      | Obsada personalna ośrodka                          | Obsada personalna ośrodka              |
| Stanowisko etatowe                             | Stopień, imię i nazwisko                           | Uwagi                                  |
| ---------------------------------------------- | -------------------------------------------------- | -------------------------------------- |
| dowódca ośrodka                                | ppłk kaw. Stefan Władysław Gołaszewski (9 puł.)    |                                        |
| zastępca dowódcy                               | mjr kaw. Stanisław III Mirecki (6 psk)             |                                        |
| kwatermistrz                                   | mjr kaw. Lucjan Wygonowski (12 puł.)               | †1940 Charków                          |
| adiutant ośrodka                               | por. Stefan Smolski?                               |                                        |
| dowódca szwadronu pieszego 6 psk               | rtm. Janusz Józef Dunin                            |                                        |
| dowódca szwadronu pieszego 6 psk               | por. rez. Jerzy Kunachowicz                        |                                        |
| dowódca szwadronu konnego 6 psk                | rtm. rez. Jan Jerzy Pianowski-Kwiatkowski          | odkomenderowany z OZ do Lwowa          |
| dowódca plutonu łączności                      | por. Bolesław Rawa (12 puł.)                       |                                        |
| dowódca półszwadronu pionierów                 | por. adm. (kaw.) Romuald Michał Traichel (12 puł.) | niemiecka niewola (Oflag VII A Murnau) |
| dowódca szwadronu remontów                     | rtm. Jan Chojnacki                                 |                                        |
| dowódca nadwyżek KD 36 DP                      | por. rez. Jerzy Gołębski                           |                                        |
| oficerowie w ośrodku o nieustalonych funkcjach | rtm. Paweł Bierzyński                              |                                        |
| oficerowie w ośrodku o nieustalonych funkcjach | rtm. Bolesław Rymsza (22 puł.)                     | niemiecka niewola (Oflag VII A Murnau) |
| oficerowie w ośrodku o nieustalonych funkcjach | por. kaw. Maciej Marian Skotnicki                  | †1945 Oflag VII A Murnau               |
| oficerowie w ośrodku o nieustalonych funkcjach | por. Stanisław Brzeziński (12 puł.)                |                                        |
| oficerowie w ośrodku o nieustalonych funkcjach | por. adm. (kaw.) Władysław Sobolewski (6 psk)      | †1940 Charków                          |
| oficerowie w ośrodku o nieustalonych funkcjach | por. rez. Zalewski (20 puł.)                       |                                        |